# Aletoscopi

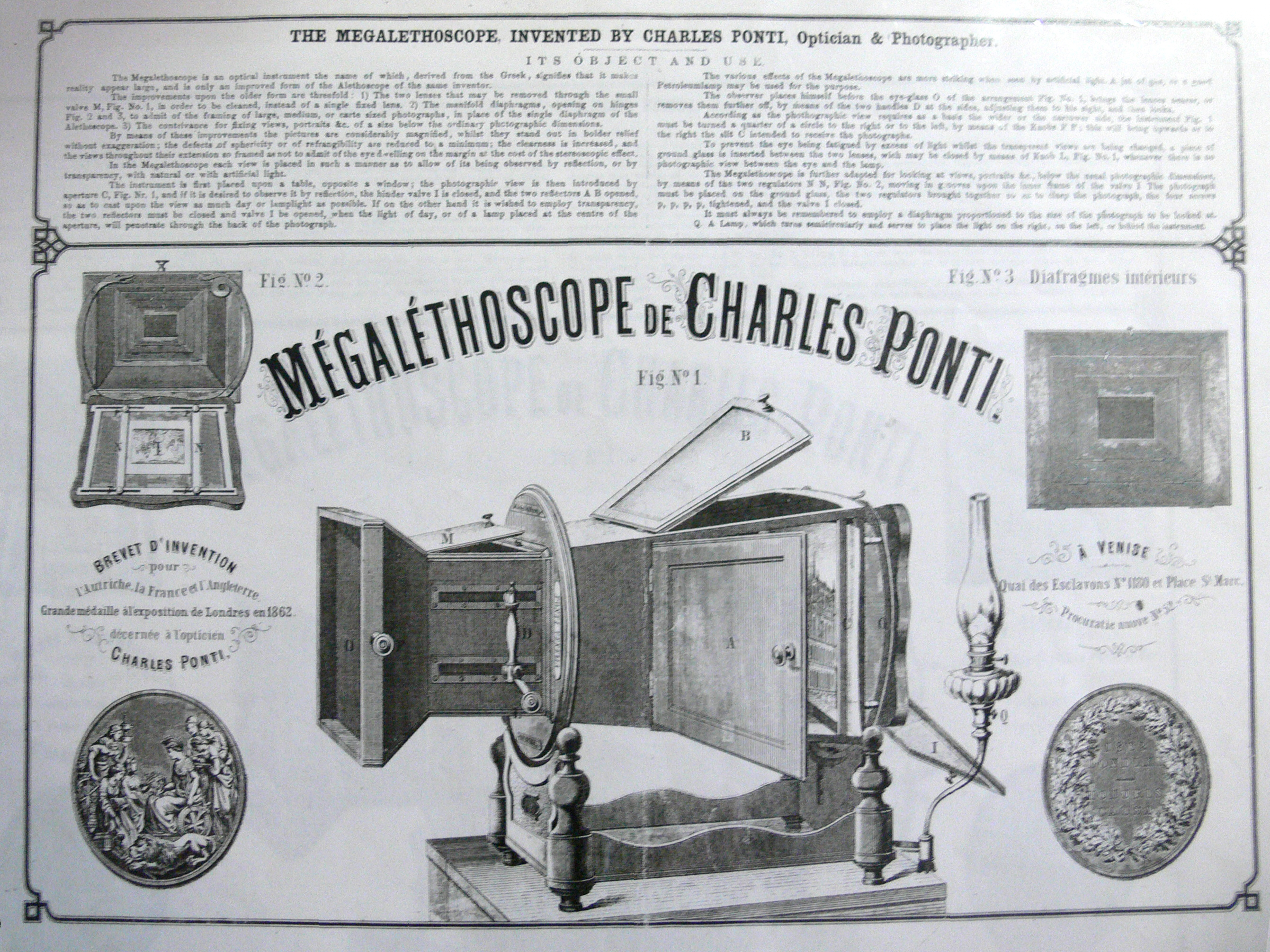
Imatge descriptiva d'un megaletoscopi.

L'aletoscopi és un instrument per veure fotografies amb una lent per ampliar i mostrar-los amb proporcions i relacions naturals. El aletoscopi va ser inventat per Carlo Ponti el 1860 i patentat al 1861. Les fotografies solien ser vistes i mostrades sobre un marc corb. L'esteroscopi podia mostrar efectes diaris i nocturns, ja sigui observant la llum directa o mitjançant dos miralls laterals que la reflectien. És la versió més gran d'un megalethoscope, podent descriure l'aletoscopi com el precurssor d'aquest, tot i que l'únic canvi són les dimensions.